# من یظهره الله
مَن یُظهِرُهُ الله (به معنی: کسی که خدا او را ظاهر خواهد کرد) از مفاهیمی است که پیروان کیش بابی به آن باور دارند. سیدعلی محمد باب موعود آیین بیانی را من یظهره الله نامیده و در کتاب بیان فارسی صراحتاً به آن‌چه به باور او «شرایط و زمان ظهور وی» است اشاره کرده‌ است.
کتاب بیان فارسی بزرگ ترین اثر تشریعی باب است؛ ولیکن پیش از آنکه مجموعه‌ای از قواعد و اصول حقوقی و جزائی دیانت بیان محسوب گردد، کتاب مدح من یظهره‌الله است. من یظهره الله لقب موعود دیانت بابی است. عنوان من یظهره‌الله و عناوین مشابه آن بیش از دویست و هشتاد بار در متن بیان فارسی آمده است. نزدیکی ظهور موعود بیان بارها به تصریح و تلویح در این کتاب حتی در باب مستغاث (باب دهم از واحد هفتم) تاکید شده است.
در یکی از این لوح‌ها که معمولاً به عنوان وصیت‌نامه باب از آن یاد می‌شود، صبح ازل به عنوان رهبر بابیان پس از بنیان‌گذار جنبش تعیین شده‌است. در همین لوح به وی دستور داده شده‌است که از من یظهره‌الله پیروی کند.
باب در آثارش برای زمان ظهور من یظهره الله به سال نه و سال نوزده اشاره می‌کند. کمی بعد از اعدام باب در سال ۱۸۵۰، بیست و پنج تن از بابیان ادعای من یظهره‌اللهی کردند. دنیس مک‌ایون نام بیست نفر از مدعیان را فهرست کرده‌است. نوزده سال بعد از دعوت باب، بهاءالله در سال ۱۸۶۳ در جمع یارانش در بغداد پس از یک دهه تبعید در آن‌جا و در آستانه تبعید به استامبول، مرکز خلافت عثمانی وقت، ادعای من یظهره اللهی کرد. عموم بابیان، منجمله اکثر افرادی که از قبل ادعای من یظهره اللهی کرده بودند، به وی ایمان آوردند و «بهائی» نام گرفتند.

## دیدگاه سیدعلی محمد باب در خصوص مَن یُظهرُه الله

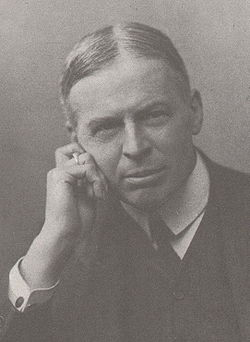
ادوارد براون

از اساسی‌ترین آموزه‌های سید علی محمد باب این نکته است که نتیجه و ثمره آیین او باید شناخت و ایمان به «مَن یُظهره الله» باشد. باب در آثارش به قرب ظهور «مَن یُظهره الله» اشاره می‌کند. وی از پیروان خود می‌خواهد که با استقلال کامل فکری به شناسایی «مَن یُظهره الله» فائز شوند و ایمان خود را به تصدیق هیچ‌کس حتی واحد اول بیان (باب و هیجده حوّاری اولیه او) مشروط نکنند. باب همچنین بابیان را برحذر می‌دارد که مبادا با استدلال به آثارش (آثار خود باب) از ایمان به «مَن یُظهره الله» محروم شوند چه که به عقیده باب مقام موعود آنقدر بالاست که حتی آثار خود باب لیاقت اشاره به وی را ندارد. موعود باید با آثار و صفات خود شناخته شود نه با اشاره و دلالت دیگران.
ادوارد براون چنین نگاشته‌است:
او (باب) اعلام کرد که صرفاً دروازه و راهی که به مهدی ختم می‌شود نیست بلکه او خود امام است و عملاً موعود و حقیقت آغازینی است که بار دیگر برای بشر آشکار شده‌است، آنچه در ظهورات قبلی بطور تاریک بیان شده و به صورت معما درآمده بود حال او آن را بطور باز و آشکار بیان می‌کند. در عین حال او پایانی را برای ظهورش قائل نیست و رسماً و علناً اعلام می‌کند که بعد از او فردی بزرگ و مهم‌تر برای تکمیل آنچه او شروع کرده ظاهر خواهد آمد (کسی که او من یظهره الله می خواندش). در کتاب‌ها و آثار باب درک این موضوع شگرف است که او نگران دین خود نیست، بلکه نگران درک پیروانش از فردیست که خداوند او را ظاهر می‌کند. بارها و بارها، تقریباً در هر صفحه از آثارش، باب از مسلمانان استدعا می‌کند که در ظهور بعدی آنگونه که در این ظهور رفتار کردند، عمل نکنند و به یاد داشته باشند که هیچ ظهوری آخرین ظهور نیست، بلکه فقط میزانی از حقیقت است که وضعیت پیشرفت انسان او را قادر به درک آن کرده‌است.
باب در تکاپوی عرضه کردن مذهب خویش به دو طریق، که هر دو نشان از استقلال از شخصیت خودش می‌داد، بود. اول اینکه، او اعلام کرد که این مذهب را اصلاً پایانی نیست و ظهور «من یظهره الله»، را پیش‌بینی کرده بود که برای کامل کردن مذهبی که باب آن را بنیان نهاده بود خواهد آمد. ثانیاً باب صلاحیت معنوی را حتی طی دوران زندگی خود به تنهایی روی خودش متمرکز نکرده بود و پیشوایی دینی را به واحد اول بیان که شامل خود او و هیجده حواری اولیه وی، حروف حی، بود سپرده بود.

## مدعیان مقام من یظهره الله
باب در آثارش از نزدیکی ظهور موعود می‌گوید و برای زمان ظهور او به سال نه و سال نوزده اشاره می‌کند. در طی یک دهه و اندی پس از اعدام باب در سال ۱۸۵۰ بیش از ۲۵ نفر ادعای من یظهره‌اللهی کردند. دنیس مکین نام بیست نفر از مدعیان را فهرست کرده‌است. میرزا اسدالله خویی دیّان یکی از اولین کسانی بود که چنین ادعایی کرد و قبل از این که طرفداران قابل توجهی کسب کند در بغداد احتمالاً با توطئه صبح ازل به قتل رسید. نوزده سال بعد از دعوت باب، بهاءالله در سال ۱۸۶۳ در جمع یارانش و بعدتر در سال ۱۸۶۶ به صورت عمومی تر ادعای من یظهره اللهی کرد و عموم بابیان به وی ایمان آوردند. گروه اندکی که به طرفداری از میرزا یحیی ازل بابی باقی ماندند ازلی نام گرفتند. ازلیان ظهور من یظهره الله را در فاصله ای خیلی دور پیش‌بینی می‌کردند و معتقد بودند ظهور موعود زودتر از دست کم ۲۰۰۰ سال از ظهور باب و قبل از مورد قبول گرفتن دین باب در بسیاری از کشورها رخ نخواهد داد. با این وجود ازلیان در پی تبلیغ و جهانگیرکردن آئین بابی بر نیامدند و با تقیه و پنهان کردن هویت دینی خود عملاً در جامعه اسلامی حل شدند.
در کتاب تنبیه النائمین و هشت بهشت به نام برخی از این افراد که مدعی مقام من یظهره الله بودند اشاره شده‌است.
نبیل زرندی قبل از اینکه جزو حواریون بهاءالله باشد خودش یکبار ادعای من یظهرالهی نموده بود دربارهٔ وی در کتاب هشت بهشت و تنبیه النائمین
به دفعات گفته شده‌است.
ابو القاسم افنان در کتاب عهد اعلی آورده: «بعد از شهادت حضرت باب ۲۵ نفر ادعا کردند که مظاهر حق اند یعنی هر یک من یظهره الله موعود می‌باشند…»
سپس نام آن‌ها را به شرح زیر می‌آورد:
۱- شیخ اسماعیل ۲- سید بصیر هندی ۳- میرزا اسدالله خویی ۴- ملا شیخ علی ملقب به عظیم۵ - سید علّا ۶- میرزا عبدالله متخلص به غوغا ۷- میرزا حسین قطب نیریزی۸- حاجی میرزا موسی قمی ۹- حاجی ملا هاشم کاشی ۱۰- حسین میلانی۱۱- ملا محمد نبیل زرندی و …

### دعوی من یظهره اللهی میرزا حسینعلی نوری ملقب به بهاءالله
بهاءالله در سال ۱۸۵۳ به عراق تبعید شد. وی در آنجا به تمشیت امور جامعه متشتت بابی پرداخت و با بسط و تبیین آثار باب، جامعه بابی را به عدم مداخله در امور سیاسی و حزبی، پرهیز از خشونت، تهذیب اخلاق و تأکید بر امانت، صداقت، معاشرت و محبت با خلق و ترک خصومت هدایت کرد؛ بر حسن شهرت جامعه افزود و در عمل به عنوان رهبر جامعه بابی شناخته شد. برادر وی، یحیی ازل مرجع اسمی جامعه بابی بود.
بهاءالله در سال ۱۸۶۳در جمع یارانش در بغداد بعد از یک دهه تبعید در آنجا و در آستانه تبعید به استامبول، مرکز خلافت عثمانی وقت، ادعای من یظهره اللهی کرد و بعدترها در سال ۱۸۶۶ ادعایش را عمومی ساخت. عموم بابیان، منجمله اکثر افرادی که ادعای من یظهره اللهی کرده بودند، به وی ایمان آوردند و «بهائی» نام گرفتند. گروه اندکی که به پیروی از یحیی ازل بابی ماندند ازلی نام گرفتند.
از آنجا که باب پیروان خود را برحذر می‌دارد که مبادا با استدلال به آثارش از ایمان به «مَن یُظهره الله» محروم شوند و شناخت و ایمان خود را کاملاً به صورت مستقل و با شناخت خودِ موعود و آثارش بدست آورند، این استدلال که موعود آئین بابی، طبق برداشت بعضی از بابیان از کتاب بیانِ سید علی محمد باب، باید پس از آنکه آئین بابی جهانگیر شود و ثمرات خود را بدهد ظاهر شود طرفداران اندکی پیدا کرد و اکثراً بابیان به بهاءالله به عنوان «مَن یُظهره الله» ایمان آوردند. علاوه بر این باب به نزدیکی ظهور موعود در آثارش اشاره کرده بود.

#### میرزا حسینعلی ملقب به بهاءالله کیست
میرزا حسینعلی نوری (زاده:۱۸۱۷، درگذشت:۱۸۹۲) معروف به بهاءالله، پایه‌گذار دین بهائی بود. بهائیان معتقدند که بهاءالله، بنیان‌گذار دین بهائی جدیدترین فرستاده الهی در سلسله پیامبران پیشین چون ابراهیم، موسی، بودا، زردشت، مسیح و محمّد است و رسالتش برای ایجاد تمدّنی جدید و جهانی است که بشر در این زمان بدان نیازمند است.
پدرش میرزا بزرگ نوری از رجال دوره فتحعلی شاه و مردی ادیب و خطاط بود و در دربار شاه ایران منصبی عالی داشت. با آغاز دعوت باب در سال ۱۲۲۱(۱۸۴۴ میلادی) به او پیوست (۲۷ سالگی) اقدامات و فعالیت‌های او در گسترش آیین بابی او را تبدیل به یکی از مهم‌ترین پیروان باب نمود.
بعد از اعدام باب و کشتار بابیان توسط حکومت قاجار، بهاءالله بعد از رهایی از زندان سیاه چال تهران به عراق تبعید شد.
در بغداد بهاءالله به تدریج به عنوان رهبر جامعهٔ بازماندهٔ بابیان شناخته شد. مرجع اسمی بابیان، میرزا یحیی ازل که برادر ناتنی بهاءالله بود و در پی وقایع پس از سوءقصد به جان شاه در خفا به سر می‌برد خود را پس از مدتی به بغداد رساند. میرزا یحیی در بغداد نیز برای محافظت از خود، خود را از سایر بابیان پنهان می‌کرد. وی از نظر مالی به بهاءالله و برادر وی میرزا موسی وابسته بود و یک زندگی مخفی داشت. بهاءالله اما به تدریج از طرف تعداد فزاینده‌ای از بابیان به عنوان رهبر جامعه شناخته شد. این اتفاق مایهٔ خشم و نفرت روزافزون ازل را فراهم کرد. بهاءالله تنها حدود یک سال پس از ورود به بغداد برای جلوگیری از اختلافات داخلی تصمیم گرفت روانهٔ کوه‌های کردستان شود و زندگی درویشی پیشه کند. او بغداد را در ۱۰ آوریل ۱۹۵۴ ترک کرد. و دو سال از ۱۹۵۴ تا ۱۹۵۶ را به زندگی درویشی در کوه‌های سرگلو در منطقهٔ سلیمانیه سپری کرد. وی در نهایت به درخواست بابیان برجسته که حضور وی را در بغداد ضروری می‌دیدند و به اصرار خانواده خود در مارس ۱۹۵۶ به بغداد بازگشت.
هنگامی که بهاءالله به بغداد بازگشت جامعهٔ بابی اوضاع نابسامانی داشت و دچار ناامیدی و تفرقه شده بود. بهاءالله که مصمم بر تغییر وضعیت موجود بود شروع به تلاش برای احیای جامعهٔ بابی در عراق و ایران نمود. او در آثار خود درکی جدید از دین بابی را در اختیار بابیان قرار داد. تعداد پیروان او به شکل فزاینده‌ای رشد کرد و ظرف مدت کوتاهی هم بابی‌ها و هم مقامات ایرانی و عثمانی او را به عنوان رهبر برجسته بابیان شناختند. وی در خارج جامعهٔ بابی نیز از همراهی و تأیید ساکنان بغداد و مسافرانی که به این شهر می‌آمدند برخوردار بود و مقامات عثمانی، افراد برجسته ایرانی و حتی روحانیون سنی وی را شخصیتی مهم و محوری می‌دانستند.
حکومت ایران که از احیای جامعهٔ بابی تحت رهبری بهاءالله نگران بود مقامات عثمانی را مورد فشار قرار داد تا بهاءالله و یاران در حال فزونی او را به محلی دورتر از مرزهای ایران تبعید کند. مقامات عثمانی این موضوع را قبول کرده و بهاءالله را در ۱۸۶۳ به استانبول فراخواندند.
پس از گذشت ۱۰ سال از تبعید بهاءالله در بغداد، وی از بغداد به شهر استانبول تبعید گردید. وی قبل از خروج از بغداد اعلان نمود که همان موعود یا من یظهره‌الله است که باب به ظهور او بشارت داده و پیروان خویش را به ایمان به او سفارش نموده بود. عموم بابیان، منجمله اکثر افرادی که ادعای من یظهره اللهی کرده بودند، به وی ایمان آوردند و بهائی نام گرفتند. بعدها این تاریخ در بین بهائیان به عید رضوان مشهور شد. بهاءالله پس از مدت چهار ماه اقامت در استانبول به شهر ادرنه تبعید گردید. وی در آنجا نامه‌هایی به سران ممالک نوشت که می‌توان از آن جمله نامه‌ای به ناپلئون و پاپ و هم چنین ناصرالدین شاه پادشاه ایران اشاره نمود. وی در آن نامه‌ها، سران ممالک را با تعالیم خویش آشنا نمود.

### ظهور آئین بهایی
پس از تیرباران باب، پیروانش که به «بابی» مشهور بودند بر طبق بیانات باب در کتاب بیان به دنبال مظهر ظهور بعدی که در این کتاب به «ظهور من یظهره الله» اشاره شده‌است، گشتند. آن‌ها در ابتدا از میرزا یحیی نوری پیروی می‌کردند ولی پس از چندی در سال ۱۸۶۳ میرزا حسینعلی نوری (بهاءالله) خود را من یظهره‌الله معرفی کرد و اکثر بابیان ادعای وی را قبول کردند و لفظ «بهائی» جایگزین لفظ «بابی» شد. دولت عثمانی میرزا یحیی و اتباعش را به قبرس و میرزا حسینعلی و یارانش را به عکا تبعید کرد. میرزا یحیی از آن پس فعالیت چندانی نشان نداد. اما بهاءالله آئین بهائی را پدیدآورد که به دیانتی جهانی تبدیل شد.
پروفسورادوارد براون می‌نویسد:
در سال ۱۸۶۴ دولت ایران مقامات ترکیه را واداشتند تا تبعیدیان بابی را به مکان‌هایی دورتر از مرزهای خود انتقال دهد، ابتدا به قسطنطنیه (استانبول) و سپس به شهر ادرنه. اکنون که آن‌ها در ادرنه بودند واقعه بزرگی روی داد که موجب شد پیروان سیدعلی محمد باب به دو حزب متضاد تقسیم شوند. همان‌طور که توضیح دادم، صبح ازل تا به این هنگام بطور کلی به عنوان جانشین قانونی باب اعلام شده بود و رئیس مشهود دین بود. اما همانگونه که توضیح داده‌ام، باب اظهار کرده بود که ظهور او نهایی و آخری نیست و او در زمان آینده نامعین، جانشینی خواهد داشت (من یظهره الله). در همان زمان باب مؤکداً اعلام کرد که زمان ظهور این ناجی موعود فقط برای خدا شناخته شده‌است، بطور کلی باور بر این بود که 'ظهور جدید به مدت حداقل هزار سال به وقوع نخواهد پیوست'، پیش از آنکه بسیاری از کشورها مذهب باب را باید قبول کرده باشند و اینکه هیچ‌کس به دروغ نمی‌تواند ادعا کند که اوست و اینکه او ناگهانی و غیرمنتظره ظاهر خواهد شد؛ و اینکه وقتی او ظاهر شود، قویترین مقام برای تأیید یا رد کردن او، برای بستن یا رهانیدن او، اختیار مسلم و بی چون و چرای اوست؛ بنابراین وقتی بهاءالله ناگهان اعلام کرد که او ناجی موعود است که آنان ظهورش را با اشتیاق فراوان انتظار می‌کشیدند، و به تمامی مؤمنین هشدار داد آنطور که مسلمانان بوده‌اند، محتجب باقی نمانند، شمار بیشتری فوراً مقام او را تصدیق کردند و کلمات او را به عنوان الهام شده الهی پذیرفتند و تسلیم بی چون و چرا و کامل او شدند؛ بنابراین برای اینانی که اکنون بهایی خوانده می‌شوند. نوشته‌های باب یک سند قدیمی فرض می‌شد. اما تمامی بابی‌ها از پذیرش کنار گذاشتن این قوانینی که هنوز بیش از سی سال از آن نگذشته بود، خشنود و راضی نبودند. شخص صبح ازل صحت ادعای بهاءالله را رد کرد و نپذیرفت به نفع او کنار برود و اقلیتی از بابی‌ها که اکنون ازلی نام دارند از شکستن بیعت با او و پذیرفتن سروری دیگری امتناع ورزیدند.

## میرزا یحیی نوری ملقب به صبح ازل کیست
میرزا یحیی نوری معروف به صبح ازل، وحید و ثمره در سال ۱۲۴۷ قمری مطابق ۱۸۳۱میلادی در تهران محله عربها چشم به جهان گشود. مادرش هنگام تولد وی درگذشت و پرستاری از این طفل از همان بدو ولادت بنابر دستور پدر به خدیجه خانم مادر میرزا حسینعلی نوری محول گردید.
وی یکی از شخصیت‌های مشهور در میان بابیان و بهائیان است. در سال ۱۲۶۳ به سبب تکاپوهای زیادی که برادرش، میرزا حسینعلی، در گسترش آیین باب داشت، با آن اعتقاد آشنا شد و به جمع پیروان باب پیوست.

### جانشینی صبح ازل
باب در آثارش به نزدیکی ظهور مَن یُظهِرُهُ الله، کسی که نتیجه و ثمره آئین بابی باید شناخت و ایمان به او باشد، اشاره می‌کند. وی همچنین از بابیان می‌خواهد که در شناسایی و ایمان خود کاملاً مستقل عمل کنند و موعود را به خود او بشناسند و نگذارند افراد دیگر، حتی خود باب و حروف حیّ، یا آثار باب مانع شناسایی آنان شوند. از اینرو در آئین بابی وصیّ (جانشین) و مفسّر آثار به آن مفهوم که در سایر ادیان هست وجود ندارد و جانشینی که باب تعیین نمود در واقع رهبر اسمی جامعه بابی بعد از وی بود.
کمی قبل از اعدام سید علی‌محمد باب عبدالکریم قزوینی، یکی از کاتبان باب توجه او را به اهمیت تعیین جانشین جلب نمودند و باب تعداد مشخصی لوح نوشته آن‌ها را به عبدالکریم داد تا به دست میرزا یحیی و بهاءالله برساند.
باب در لوحی که معمولاً به عنوان وصیت‌نامه باب از آن یاد می‌شود، میرزا یحیی به عنوان رهبر بابیان پس از بنیان‌گذار جنبش تعیین نمود. در همین لوح به وی دستور داده شده‌است که از من یظهره‌الله در زمان ظهورش پیروی کند. بعد از مرگ باب میرزا یحیی به عنوان شخصیت محوری جنبش مورد توجه قرار گرفت. رهبری وی جنجال‌برانگیز بود. وی کمتر در میان بابی‌ها حاضر می‌شد. منوچهری ادعا می‌کند که دلیل در خفا ماندن او بخشی از وصیت‌نامه سید علی محمد شیرازی است که او را به محافظت از خویش توصیه کرده‌بود. براوان معتقد است رهبری میرزا یحیی در عراق رهبری اسمی بوده و در عمل ساماندهی امور را بهاءالله، برادر ناتنی وی انجام می‌داده. دنیس مکین بر این نظر است که تعیین میرزا یحیی به عنوان جانشین رسمی باب، تنها برای حفظ بهاءالله از خطر و با پیشنهاد بهاءالله و عبدالکریم قزوینی و موافقت باب بوده‌است. خطری که بهاءالله را تهدید می‌کرد از جانب امیر کبیر بود. به گفته سعیدی اگر امیر کبیر به نقش کلیدی بهاءالله در جامعه بابی پی می‌برد حتماً او را به قتل می‌رساند. این تحلیل اول بار توسط عباس افندی در «مقاله شخصی سیاح» مطرح شد. شوقی افندی نیز می‌گوید باب میرزا یحیی را به عنوان «مرجع اسمی» جامعه بابی انتخاب کرده بود و به نقل از «مقاله شخصی سیاح» تحلیلی مشابه تحلیل فوق ارائه می‌دهد.
بهاءالله در سال ۱۸۶۳، و بعد از یک دهه تبعید در عراق و در آستانه تبعید به استامبول، دعوی من یظهره اللهی کرد و عموم بابیان به وی ایمان آوردند. گروه اندکی که به طرفداری از میرزا یحیی ازل بابی باقی ماندند ازلی نام گرفتند. ازلیان با تقیه و پنهان کردن هویت دینی خود عملاً در جامعه اسلامی حل شدند.

## پیوندهای مرتبط
- بهاءالله
- یحیی ازل